# Нино Величковски
Нино Величковски  (2. мај 1954, Куманово) је македонски певач народне музике.